# 克劳斯苯
克劳斯苯（英語：Claus' benzene）是描述苯的分子结构的一种假设，由德国化学家阿道夫·克劳斯于1867年提出。这种结构又称对位键结构式，分子中每个碳原子与相邻两个碳原子以及对位的一个碳原子相连。但克劳斯苯的应变能极高，所以不可能合成。